# أعين بن ضبيعة بن ناجية
أعين بن ضبيعة بن ناجية بن عقال بن محمد بن سفيان بن مجاشع بن دارم التميمي الحنظلي الدارمي، ابن أخ صعصعة بن ناجية جد الفرزدق الشاعر الأموي، وهو والد النوار زوجة الفرزدق، وكان قد شهد موقعة الجمل مع علي بن أبي طالب، وهو الذي عقر الجمل الذي كانت عائشة بنت أبي بكر عليه فيقال أنها دعت عليه بأن يقتل غيلة ، فكان كذلك ، بعثه علي بن أبي طالب إلى البصرة لما غلب عليها عبد الله بن الحضرمي فقتل أعين غيلة سنة ثمان وثلاثين.
ويروى: أن علي بن أبي طالب جاء إليها مسلّما فقال: كيف أنت يا أمه ، قالت: بخير ، فقال: يغفر الله لك ، وجاء وجوه الناس من الأمراء والأعيان يسلمون عليها ، ويقال أن أعين بن ضبيعة المجاشعي اطلع في الهودج فقالت: إليك لعنك الله ، فقال: والله ما أرى إلا حميراء ، فقالت: هتك الله سترك وقطع يدك وأبدى عورتك ، فقتل بالبصرة وسلب وقطعت يده ورمى عريانا في خربة من خرابات الأزد.
ذكره الحافظ ابن عبد البر في كتابه الاستيعاب في معرفة الأصحاب ولم يذكر ما يدل على صحبته.